# Kupa na Bălgarija 2000-2001
La Coppa di Bulgaria 2000-2001 è stata la 19ª edizione di questo trofeo, e la 61ª in generale di una coppa nazionale bulgara di calcio, iniziata il 13 settembre 2000 e terminata il 24 maggio 2001.  Il Liteks Loveč ha vinto il trofeo per la prima volta.

## Primo turno
A questo turno partecipano 20 squadre della terza e della quarta divisione.
| Squadra 1          | Risultato       | Squadra 2         |
| ------------------ | --------------- | ----------------- |
| 13 settembre 2000  |                 |                   |
| Dragoman           | 1 – 0           | Spartak Sofia     |
| Energetik Pernik   | 0 – 0 (3-4 dtr) | Septemvri Sofia   |
| Kameno             | 0 – 0 (3-4 dtr) | Jambol            |
| Rodopa Smoljan     | 0 – 0 (4-5 dtr) | Sokol Markovo     |
| Edinstvo Gurkovo   | 1 – 0           | Granichar Kirkovo |
| Svilengrad         | 3 – 1           | Zagorec           |
| Montana            | 2 – 0           | Belite orli       |
| Planinets Apriltsi | 2 – 1           | Čavdar Byala      |
| Venets Oreshets    | 1 – 0           | Jantra Gabrovo    |
| Kaliakra           | 1 – 2           | Lokomotiv Ruse    |

## Secondo turno
A questo turno partecipano i 10 vincitori del turno precedente con l'aggiunta di 16 squadre della Seconda Lega e le restanti 6 squadre della terza divisione.
| Squadra 1          | Risultato   | Squadra 2         |
| ------------------ | ----------- | ----------------- |
| 23 settembre 2000  |             |                   |
| Dragoman           | 0 – 3       | Pirin Blagoevgrad |
| Oborište           | 0 – 4       | Marek Dupnica     |
| Lokomotiv Ruse     | 2 – 1       | Lokomotiv Plovdiv |
| Sokol Markovo      | 1 – 0       | Belasica Petrič   |
| Svilengrad         | 3 – 0       | Dobrudža          |
| Fearplay Varna     | 3 – 0       | Septemvri Sofia   |
| Septemvri Simitli  | 0 – 1       | Botev Vraca       |
| Dulovo 1998        | 2 – 1 (dts) | Nesebăr           |
| Stefanel Dupnica   | 2 – 0       | Akademic Svištov  |
| Yunak Shumen       | 0 – 4       | Haskovo           |
| Edinstvo Gurkovo   | 0 – 3       | Dunav Ruse        |
| Planinets Apriltsi | 0 – 3       | Metalurg Pernik   |
| Loviko Suhindol    | 0 – 1       | Svetkavica        |
| Jambol             | 2 – 1       | Šumen             |
| Montana            | 0 – 5       | Spartak Pleven    |
| Venets Oreshets    | 2 – 1       | Bdin              |

## Sedicesimi di finale
A questo turno partecipano i 16 vincitori del turno precedente con l'aggiunta del Dorostol Silistra e del Vidima-Rakovski e le 14 squadre della Prima Lega.
| Squadra 1         | Risultato   | Squadra 2            |
| ----------------- | ----------- | -------------------- |
| 4 novembre 2000   |             |                      |
| Dunav Ruse        | 4 – 1       | Dorostol Silistra    |
| Lokomotiv Ruse    | 1 – 3       | Neftohimik Burgas    |
| Svilengrad        | 1 – 0       | FK Černomorec Burgas |
| Svetkavica        | 2 – 3 (dts) | CSKA Sofia           |
| Dulovo 1998       | 1 – 6       | Lokomotiv Sofia      |
| Hebăr Pazardžik   | 5 – 1       | Botev Vraca          |
| Spartak Pleven    | 3 – 1       | Slavia Sofia         |
| Pirin Blagoevgrad | 2 – 0       | Vidima-Rakovski      |
| Marek Dupnica     | 1 – 2       | Velbažd              |
| Jambol            | 1 – 2       | Beroe                |
| Fearplay Varna    | 2 – 3       | Spartak Varna        |
| Venets Oreshets   | 1 – 8       | Liteks Loveč         |
| Metalurg Pernik   | 1 – 0       | Minjor Pernik        |
| Sokol Markovo     | 1 – 2       | Levski Sofia         |
| Černo More Varna  | 6 – 0       | Haskovo              |
| Stefanel Dupnica  | 1 – 5       | Botev Plovdiv        |

## Ottavi di finale
| Squadra 1                        | Totale      | Squadra 2         | Andata | Ritorno |
| -------------------------------- | ----------- | ----------------- | ------ | ------- |
| 21 novembre 2000/2 dicembre 2000 |             |                   |        |         |
| Dunav Ruse                       | 0 – 4       | Levski Sofia      | 0 - 1  | 0 - 3   |
| Černo More Varna                 | 1 – 7       | Spartak Pleven    | 1 - 3  | 0 - 4   |
| 22 novembre 2000/2 dicembre 2000 |             |                   |        |         |
| Beroe                            | 2 – 4       | Botev Plovdiv     | 1 - 2  | 1 - 2   |
| Velbažd                          | 4 – 1       | Metalurg Pernik   | 3 - 0  | 1 - 1   |
| Hebăr Pazardžik                  | 3 – 4       | Lokomotiv Sofia   | 3 - 1  | 0 - 3   |
| Spartak Varna                    | 3 – 4       | Pirin Blagoevgrad | 2 - 0  | 1 - 4   |
| Svilengrad                       | 2 – 11      | Liteks Loveč      | 2 - 3  | 0 - 8   |
| 23 novembre 2000/2 dicembre 2000 |             |                   |        |         |
| CSKA Sofia                       | 3 – 3 (gfc) | Neftohimik Burgas | 2 - 0  | 1 - 3   |

## Quarti di finale
| Squadra 1                      | Totale | Squadra 2         | Andata | Ritorno |
| ------------------------------ | ------ | ----------------- | ------ | ------- |
| 24 febbraio 2001/4 aprile 2001 |        |                   |        |         |
| Liteks Loveč                   | 3 – 1  | CSKA Sofia        | 3 - 0  | 0 - 1   |
| Levski Sofia                   | 6 – 1  | Botev Plovdiv     | 4 - 0  | 2 - 1   |
| 7 marzo 2001/4 aprile 2001     |        |                   |        |         |
| Lokomotiv Sofia                | 7 – 2  | Pirin Blagoevgrad | 4 - 1  | 3 - 1   |
| Velbažd                        | 6 – 4  | Spartak Pleven    | 3 - 1  | 3 - 3   |

## Semifinali
| Squadra 1                    | Totale | Squadra 2    | Andata | Ritorno |
| ---------------------------- | ------ | ------------ | ------ | ------- |
| 18 aprile 2001/2 maggio 2001 |        |              |        |         |
| Liteks Loveč                 | 4 - 1  | Levski Sofia | 4 - 0  | 0 - 1   |
| Lokomotiv Sofia              | 2 - 6  | Velbažd      | 1 - 1  | 1 - 5   |

## Finale
| Arbitro: | Anton Genov |

|                  |           |  |
| Yurukov 91’ (gg) | Marcatori |  |